# マティルド・ド・ブラバン (1200-1267)
マティルド・ド・ブラバン（フランス語：Mathilde de Brabant, 1200年ごろ - 1267年12月22日）は、ホラント伯フロリス4世の妃。1234年より1235年までホラント伯領の摂政となった。ドイツ語名はマティルデ・フォン・ブラバント（Mathilde von Brabant）、オランダ語名はマハテルト・ファン・ブラバント（Machteld van Brabant）。

## 生涯
マティルドはブラバント公アンリ1世とマティルド・ド・ブローニュの四女として生まれた。1212年にアーヘンでライン宮中伯ハインリヒ6世と結婚した。ハインリヒ6世は1214年に子供がいないまま死去し、マティルドは1224年12月6日にホラント伯フロリス4世と再婚した。
1234年に夫フロリス4世がコルビで行われた馬上槍試合において死去し、長男ウィレム2世が7歳で伯位を継承した。マティルドは息子が幼年の間に摂政として実権を握り、寡婦財産として与えられることになっていたゼーランド伯領における自分の影響力を強めようとしたが、どちらも受け入れられず、1235年にはその野望のために摂政を辞任させられた。代わりにウィレム2世の父方の叔父ウィレムとユトレヒト司教オットーが1239年までウィレム2世の後見をつとめた。
息子が成年に達した後、マティルドは宮廷および家政において積極的に役割を担うようになり、修道院や様々な機関の優れた支援者となった。

## 子女
1. ウィレム2世（1227年 - 1256年） - ホラント伯、ドイツ対立王
2. フロリス（1228年 - 1258年） - ホラント伯領摂政（1256年 - 1258年）
3. アーデルハイト（1230年 - 1284年） - エノー伯ジャン1世と結婚。エノー伯兼ホラント伯ジャン（ヤン）2世の母。ホラント伯領摂政（1258年 - 1263年）
4. マルガレーテ（1234年 - 1276年） - ヘンネベルク伯ヘルマン1世と結婚
5. マティルド - 早世